# Artoria albopedipalpis
Artoria albopedipalpis är en spindelart som beskrevs av Volker W. Framenau 2002. Artoria albopedipalpis ingår i släktet Artoria och familjen vargspindlar.
Artens utbredningsområde är Victoria, Australien. Inga underarter finns listade i Catalogue of Life.